# Eric Clapton
Eric Patrick Clapton CBE (* 30. března 1945) je anglický rockový a bluesový kytarista, zpěvák a skladatel, obecně považovaný za jednoho z nejvýznamnějších a nejvlivnějších kytaristů všech dob. Clapton se umístil na druhém místě v seznamu "100 nejlepších kytaristů všech dob" časopisu Rolling Stone a na čtvrtém v seznamu "Top 50 kytaristů všech dob" společnosti Gibson. V roce 2009 se stal také pátým nejlepším hráčem na elektrickou kytaru podle ankety "10 nejlepších hráčů na elektrickou kytaru" časopisu Time.
Po dlouhém angažmá v řadě různých místních kapel, se Clapton v roce 1963 připojil k The Yardbirds, kde nahradil zakládajícího kytaristu Topa Tophama. Clapton, nespokojený se změnou zvuku Yardbirds, kteří se od blues rocku přeorientovali na rádiový pop rock, odešel hrát v roce 1965 do skupiny Bluesbreakers Johna Mayalla. Po odchodu z Mayallovy skupiny, zformoval trio Cream s bubeníkem Gingerem Bakerem a baskytaristou Jackem Brucem. Clapton zde uplatnil své kytarové ambice a na koncertech prováděl dlouhé bluesové improvizace založené na psychedelickém popu. Po rozpadu Cream v listopadu 1968, založil blues rockovou skupinu Blind Faith, ve které hráli Ginger Baker, Steve Winwood a Ric Grech. Tato skupina nahrála jedno album a absolvovala jedno turné, brzy se však rozpadla. Clapton se v roce 1970 vydal na sólovou dráhu.
Vedle své sólové kariéry spolupracoval také s Delaney & Bonnie a Derek and the Dominos, se kterými nahrál "Laylu", jednu ze svých charakteristických písní. Během několika dalších desetiletí pokračoval v nahrávání řady úspěšných sólových alb a písní, včetně coveru z roku 1974 "I Shot the Sheriff" od Boba Marleyho dále alba Slowhand (1977) a August (1986). Po smrti svého syna Conora v roce 1991 vyjádřil Clapton svůj zármutek v písni "Tears in Heaven", která se objevila na albu Unplugged. V roce 1996 opět bodoval v hitparádě Top 40 s R&B crossoverem "Change the World". Roku 1998 vydal píseň "My Father's Eyes", jež byla oceněna cenou Grammy. Od roku 1999 nahrál několik tradičně bluesových a bluesrockových alb. Jeho posledním studiovým albem je Happy Xmas (2018). Od roku 1999 uspořádal několik hudebních festivalů a benefičních koncertů pod názvem Crossroads Guitar Festival.
Clapton je držitelem 18 cen Grammy a také Brit Award za mimořádný přínos hudbě. V roce 2004 mu byl udělen Řád britského impéria za zásluhy o hudbu. Získal čtyři ceny Ivora Novella od Britské akademie písničkářů, skladatelů a autorů, včetně ceny za celoživotní dílo. Je jediným trojnásobným členem Rock and Roll Hall of Fame, uveden jako sólový umělec a jako člen skupin Yardbirds a Cream.
Za svoji kariéru Clapton prodal více než 280 milionů nahrávek po celém světě, což z něj činí jednoho z nejprodávanějších hudebníků všech dob. V roce 1998 Clapton, coby zotavený alkoholik a narkoman, založil Crossroads Center na ostrově Antiqua, zdravotnické zařízení pro zotavující se osoby užívající návykové látky.

## Biografie

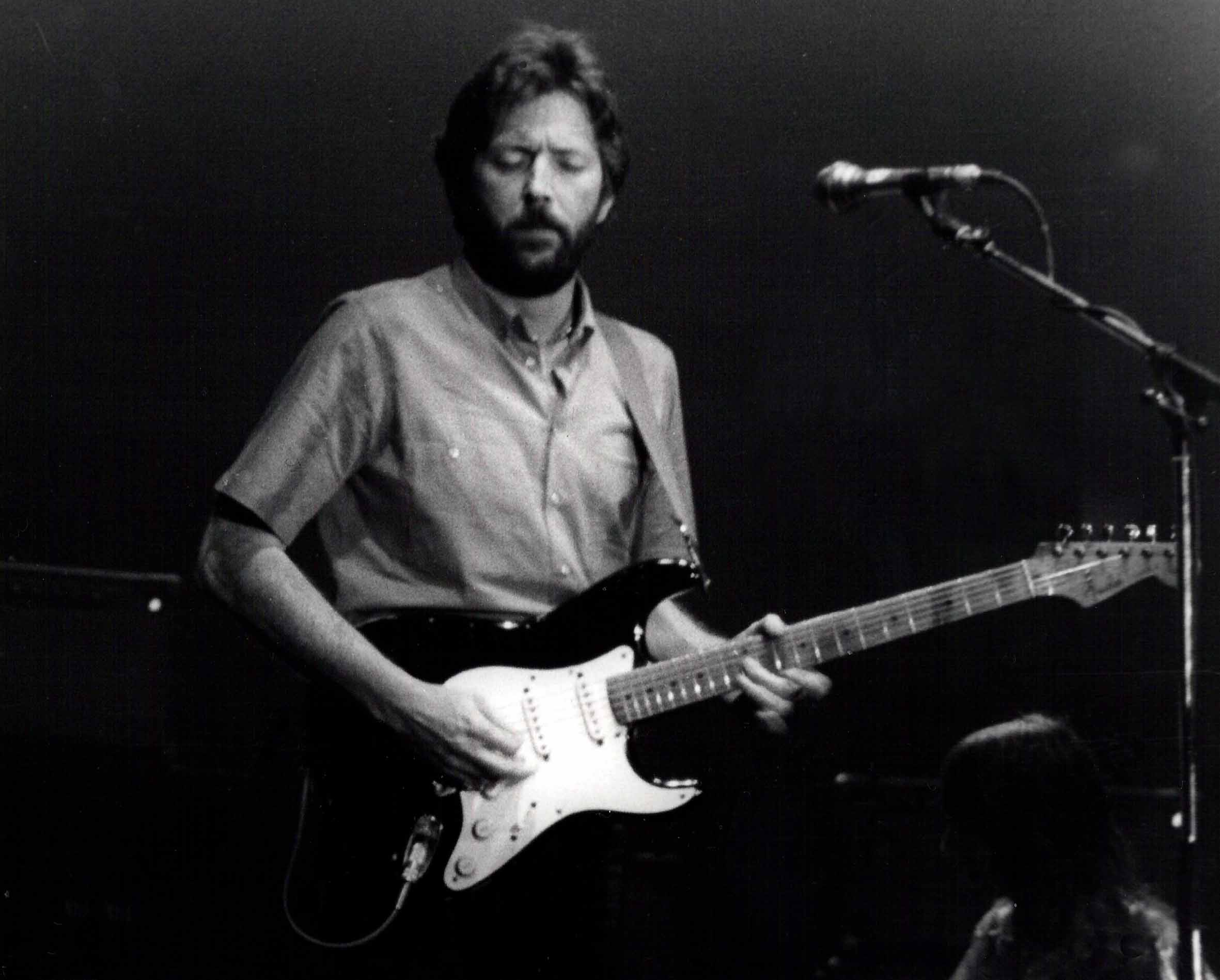
Barcelona, 1974

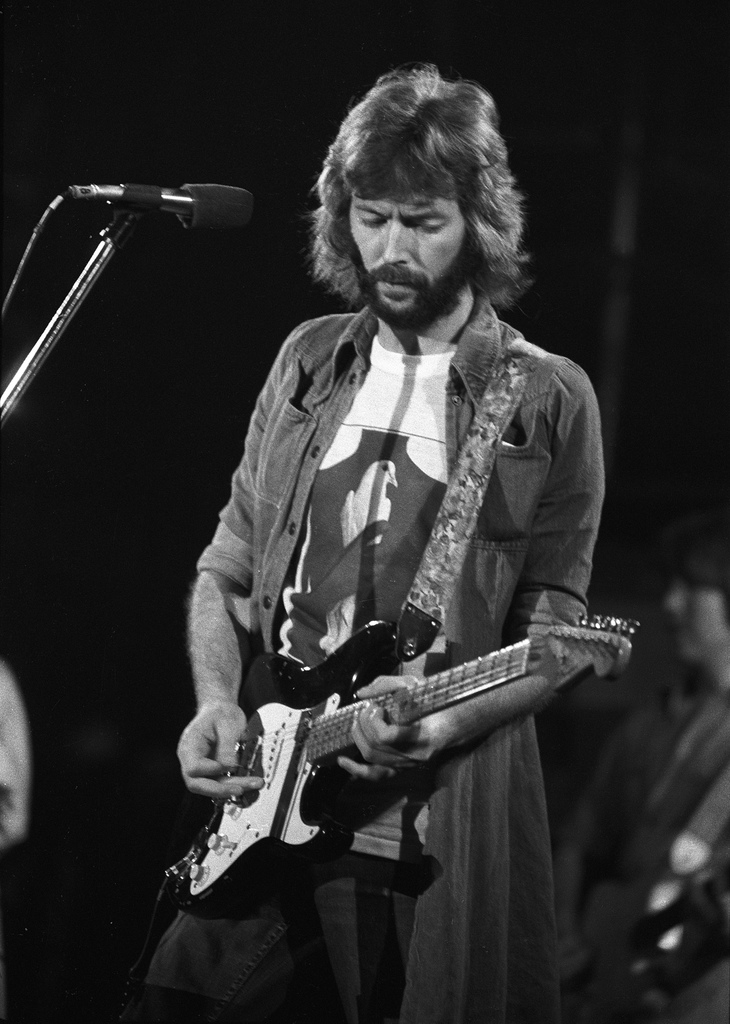
1975

Eric Clapton byl vychováván svými prarodiči, o kterých si dlouhou dobu myslel, že jsou jeho pravými rodiči a vlastní matka jen sestrou. Otec byl kanadský voják a muzikant Edward Walter Fryer (*21. března 1920). Clapton se s ním nikdy nesetkal, ale napsal o něm alespoň písničku My father's eyes , která vyšla na albu Pilgrim (1998). Díky rodinným poměrům se z Claptona stal introvert, který dlouho hledal vlastní identitu a proto se uzavíral do světa hudby.
V patnácti letech ho ovlivnily syrové černošské bluesové nahrávky Muddy Waterse, Chucka Berryho a dalších. Prarodiče mu koupili první kytaru a už během studia na střední umělecké škole si vydělával hraním po hospodách.
V roce 1963 založil první skupinu Roosters, kde hráli například pozdější členové skupiny Manfred Mann Paul Jones, Tom McGuinness nebo Brian Jones, který později přešel k Rolling Stones.
Skupina neměla dlouhého trvání a Clapton ještě téhož roku přešel k The Yardbirds. Společně nahráli tři alba, ale v roce 1965 Clapton odešel a přidal se k Johnu Mayallovi a jeho The Bluesbreakers, kde naplno uplatnil umění bluesového hraní a získal si tam značnou popularitu. Po vydání velmi úspěšného alba Bluesbreakers with Eric Clapton (1966) jeho styl hraní začali kopírovat i ostatní hudebníci. Publikum uchvátil výrazný a osobitý hráčský styl odposlouchaný od černošských kytaristů, doplněný o vlastní zvuk spočívající v dlouhých „houslových“ tónech, díky nimž získal svou přezdívku slowhand.
Během působení v této skupině se seznámil s hudebníky Jackem Brucem a Gingerem Bakerem s kterými v roce 1966 založil skupinu The Cream, s kterou přišel velký komerční úspěch a stal se hvězdou první velikosti. V té době začaly Claptonovy psychické problémy, kdy záchvaty malomyslnosti a malou sebedůvěru řešil alkoholem a drogami.
Koncem roku 1968 se skupina rozpadla a Clapton hrál se skupinami Blind Faith (hned po první vydané desce skončil tento projekt fiaskem) a v rhythm’n’bluesovém duu Delaney & Bonnie. Hostoval na deskách svých přátel, spolupracoval s Harrisonem a stal se mj. členem doprovodné Lennonovy skupiny Plastic Ono Band.
Od roku 1970 se vydal na sólovou dráhu. Pod jménem Derek působil ve skupině Derek and the Dominos se kterou nahrál například jednu ze svých nejslavnějších písní Layla věnovanou, tehdy ještě manželce Georgea Harrisona Pattie Boydové (později se s ní oženil). Sestava Derek and the Dominos sice byla celkem úspěšná, ale Clapton propadl depresím a několikaleté drogové a alkoholové závislosti. I když se sotva udržel na nohou, na koncertech hrál jako o život. Na dva roky zmizel z veřejného života.
Od roku 1974 zvolnil pracovní tempo a začal nahrávat jednoduché, příjemné skladby. Vydal několik hudebně zajímavých alb, experimentoval na poli popové hudby i country.

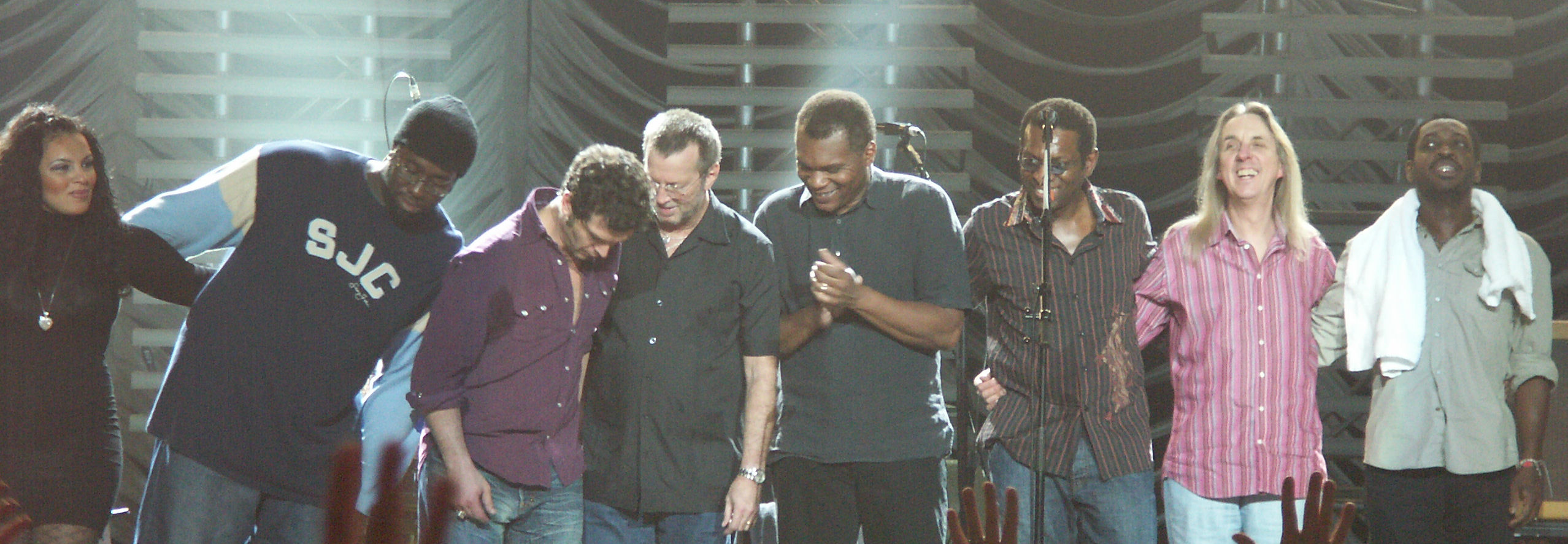
Clapton a jeho skupina, 2007

Clapton byl téměř celou svou kariéru prezentován jako představitel bílého blues, ale bylo v něm i hodně z muzikanta schopného dělat pop. Je držitelem šesti cen Grammy za projekt MTV Unplugged z roku 1992.
Eric Clapton je jedním z kytaristů, jež proslavili kytary značky Fender Stratocaster
Mezi jeho poslední dvě vydaná alba se řadí "I Still do" Poslední album pod názvem Happy Xmas vydal Clapton v roce 2018.
20. července 2006 odehrál Eric Clapton svůj první koncert v Praze. Druhý koncert v Praze se uskutečnil 19. června 2013.

## Osobní život
První Claptonovou manželkou byla Pattie Boydová (*17. března 1944), která k němu odešla během drogové závislosti svého prvního muže George Harrisona na začátku 70. let. Oddáni byli 27. března 1979, rozvedeni byli v červnu 1988.
V roce 1999 potkal Clapton v Los Angeles třiadvacetiletou umělkyni Meliu McEneryovou (*1. února 1976), když pracoval na albu s B. B. Kingem. Svatbu měli v roce 2002 v Claptonově rodném městě Ripley. Mají spolu tři dcery: Julii Rose (*2001), Ellu May (*2003) a Sophii (*2005).
Další dceru Ruth (*1985) má Clapton s bývalou přítelkyní Ivoone Kelleyovou. V srpnu 1986 se Claptonovi narodil syn Conor (matkou byla italská modelka Lory Del Santová). Hudebníkův život ovšem postihla tragédie, která ho velmi zranila. V roce 1991 se syn zabil po pádu z 53. patra newyorského mrakodrapu. Clapton se uzavřel do sebe a o této tragédii napsal asi svou nejznámější baladu „Tears in Heaven“.
V roce 2011 prodal více než 70 kytar a zesilovačů. V říjnu 2012 prodal obraz Gerharda Richtera v Sotheby's za 34,2 milióny dolarů.

## Diskografie

### Se skupinouThe Yardbirds(1962–1965)
- Five Live Yardbirds (živá nahrávka, 1964)
- For Your Love (1965)
- Having a Rave Up (1965)

### Se skupinouThe Immediate All-Stars(1965)
- Blues Anytime (1965)

### SJohnem Mayallem&The Bluesbreakers(1965–1966)
- Bluesbreakers with Eric Clapton (1966)

### Se skupinouPowerhouse(1966)
- What's Shakin'  (kompilace, 1966)

### Se skupinouCream(1966–1968, obnovení2005)
- Fresh Cream (1966)
- Disraeli Gears (1967)
- Wheels of Fire (1968)
- Goodbye (1969)
- Live Cream (živá nahrávka, 1970)
- Live Cream Volume II (živá nahrávka (1972)
- Heavy Cream (kompilace 1972)
- Strange Brew (kompilace 1983)
- The Very Best of Cream (kompilace 1995)
- Those Were the Days (1997)
- 20th Century Masters (kompilace 2000)
- Cream: The BBC Sessions (kompilace 2003)
- Cream Gold (kompilace 2005)
- Royal Albert Hall London May 2-3-5-6 2005 (živá nahrávka 2005)

### Se skupinouBlind Faith(1968–1969)
- Blind Faith (1969)

### Se skupinouDelaney & Bonnie(1969–1970)
- On Tour with Eric Clapton (živá nahrávka 1970)

### Se skupinouDerek and the Dominos(1970)
- Layla and Other Assorted Love Songs (1970)
- In Concert (živá nahrávka 1973)
- The Layla Sessions: 20th Anniversary Edition (1990)
- Live at the Fillmore (živá nahrávka 1994)

### Sólová dráha (od roku1970)
- Eric Clapton (1970)
- 461 Ocean Boulevard (1974)
- There's One in Every Crowd (1975)
- No Reason to Cry (1976)
- Slowhand (1977)
- Backless (1978)
- Another Ticket(1981)
- Money and Cigarettes (1983)
- Behind the Sun (1985)
- August (1986)
- Journeyman (1989)
- From the Cradle (1994)
- Pilgrim (1998)
- Reptile (2001)
- Me and Mr. Johnson (2004)

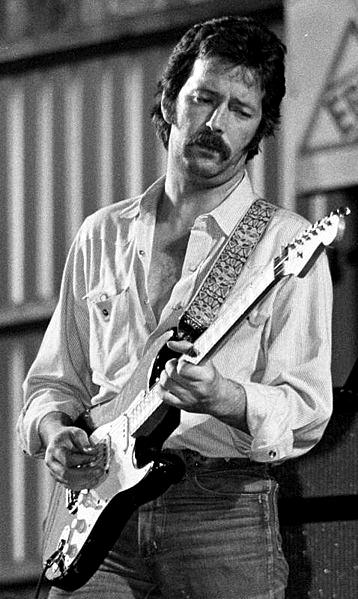
Eric Clapton v roce 1977

- Sessions for Robert J (CD + DVD 2004)
- Back Home (2005)
- The Road To Escondido - with J.J. Cale (2006)
- Clapton (2010)[18]
- Old Sock (2013)
- I Still Do (2016)
- Happy Xmas (2018)
- Meanwhile (2024)

#### Živé nahrávky
- Eric Clapton's Rainbow Concert (1973)
- E.C. Was Here (1975)
- Just One Night (1980)
- 24 Nights (1991)
- Unplugged (1992)
- The Blues Concert (1994)
- Crossroads 2: Live in the Seventies (1996)
- One More Car, One More Rider (2002)
- After Midnight (2006)

#### Kompilace
- The History of Eric Clapton (1972)
- Eric Clapton at His Best (1972)
- Clapton (1973)
- Time Pieces: Best Of Eric Clapton (1982)
- Backtrackin' (1982)
- Too Much Monkey Business (1984)
- The Cream of Eric Clapton (1987)
- Crossroads (1988)
- Story (1990)
- Stages (1993)
- The Cream of Clapton (1994)
- Strictly The Blues (1996)
- The Blues (1999)
- Clapton Chronicles: The Best of Eric Clapton (1999)
- Complete Clapton (2007)

### Hostující projekty

#### SGeorgem Harrisonem
- White Album (i se skupinou The Beatles), 1968)
- Wonderwall Music (hudba k filmu, 1968)
- All Things Must Pass (1970)
- The Concert for Bangla Desh (živá nahrávka, (1971)
- Dark Horse (1974)
- The Best of George Harrison (kompilace 1976)
- George Harrison (1979)
- Cloud Nine (1987)
- Best of Dark Horse 1976-1989 (kompilace 1989)
- Live in Japan (živá nahrávka (1992)
- Concert for George (živá nahrávka 2003)
- The Dark Horse Years 1976-1992 (2004)

#### S ostatními hudebníky
- Lumpy Gravy (s Frankem Zappou, 1968)
- Live Peace in Toronto 1969 (živá nahrávka se skupinou Plastic Ono Band, 1969)
- Stephen Stills (se Stephenem Stillsem, 1970)
- Leon Russell (s Leonem Russellem, 1970)
- The Last Waltz (živá nahrávka se skupinou The Band, 1976)
- Rough Mix (s Petem Townshendem and Ronnie Lanelem, 1977)
- The Pros and Cons of Hitch Hiking (s Rogerem Watersem solo debut, 1984)
- Live at Montreux 1986 (živá nahrávka s Otisem Rushem a přáteli, 1986)
- Persona (s Lionou Boydovou, 1986)
- The One (s Eltonem Johnem, 1992)
- Ten Summoner's Tales (se Stingem, 1993)
- Retail Therapy (se Simonem Climiem, 1997)
- Supernatural (s Carlosem Santanou, 1999)
- Riding with the King (s B. B. Kingem, 2000)
- Ringo Rama (s Ringo Starrem, 2003)
- Africa Unite: The Singles Collection (s Bobem Marleym, 2005)

### Hudba k filmům
- Edge of Darkness (1985)
- Lethal Weapon  (1987)
- Homeboy (1988)
- Lethal Weapon 2  (1989)
- Rush (1991)
- Lethal Weapon 3 (1992)
- Phenomenon (1996)
- The Story of Us (1999)